# HMS P311
HMS P311 byla oceánská diesel-elektrická ponorka britského královského námořnictva z období druhé světové války. Byla to jediná ponorka třídy T, která neměla jméno. Původně zamýšlené jméno Tutankhamen jí nebylo uděleno.

## Stavba

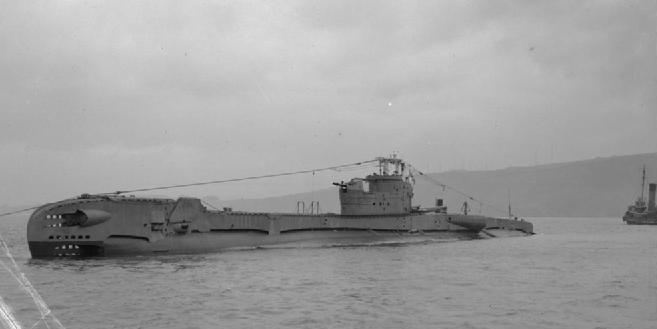
sesterská ponorka třídy T - HMS Taciturn

Ponorku postavila v letech 1941–1942 britská loděnice Vickers Armstrong v Barrow-in-Furness.

## Konstrukce
Výzbroj tvořil jeden 102mm kanón a deset 533mm torpédometů. Po dokončení byly za velitelskou věž ponorky instalovány dva vodotěsné kontejnery, sloužící pro přepravu dvou řiditelných torpéd Chariot.

## Operační služba
Za druhé světové války byla ponorka P311 nasazena ve Středomoří. Na přelomu let 1942 a 1943 byla ponorka vyslána do operace Principle – útoku na italské křižníky Trieste a Gorizia kotvící v přístavu La Maddalena na Sardinii. P311 v listopadu 1942 vyplula ze Skotska směrem na Maltu. Na palubě nesla dvě řiditelná torpéda Chariot Mk.1. Z Malty vyplula na bojovou plavbu 28. prosince 1942, přičemž o dva dny později vyslala poslední signál. Od té doby ponorka zůstala nezvěstná a předpokládalo se, že byla zničena minou. Zemřelo všech 71 členů posádky. Po návratu z akce měla být ponorka pojmenována Tutankhamen. Vzhledem k jejímu potopení ceremoniál neproběhl, a proto je jedinou bezejmennou ponorkou třídy T.

## Nález vraku
V květnu 2016 byl vrak ponorky P311 nalezen poblíž ostrova Tavolara v hloubce 80 metrů. Ponorku nalezl italský „lovec vraků“ Massimo Domenico Bordone.